# Haug Scharnowski
Haug Scharnowski (* 24. Juli 1969) ist ein ehemaliger US-amerikanisch-deutscher Basketballspieler.

## Laufbahn
Scharnowski war als Schüler Spieler der Wayzata High School in Plymouth (US-Bundesstaat Minnesota), spielte und studierte dann von 1989 bis 1994 an der im selben Bundesstaat gelegenen St. Cloud State University. Mit 120 bestrittenen Spielen war der 2,02 Meter große Innenspieler Rekordmann der Hochschulmannschaft, als er diese 1994 verließ. Später wurde seine Bestmarke überboten. Scharnowski erreichte für St. Cloud State Mittelwerte von 12 Punkten und 8,2 Rebounds je Begegnung. Von 1990 bis 1994 war er durchgängig in jeder Saison bester Rebounder der Hochschulmannschaft.
In der Saison 1994/95 spielte Scharnowski in der deutschen Basketball-Bundesliga für die BG Ludwigsburg. Er wechselte 1995 in die Nordstaffel der 2. Basketball-Bundesliga zu den Telekom Baskets Bonn. Mit den von Bruno Socé als Trainer betreuten Rheinländern gelang Scharnowski der Aufstieg in die Bundesliga. Scharnowski, den Athletik, Willensstärke und Mannschaftsdienlichkeit auszeichneten, erzielte in der Hauptrunde der Zweitligasaison 95/96 13 Punkte je Begegnung für Bonn, in der Relegationsrunde waren es elf pro Partie. In der ersten Bonner Bundesliga-Saison 96/97 stand Scharnowski nicht mehr im Aufgebot.
Nach seiner Rückkehr in die Vereinigten Staaten erlangte er an der University of Minnesota einen Hochschulabschluss im Fach Betriebswirtschaftslehre. Beruflich wurde Scharnowski im Geschäftsfeld Finanzkommunikation tätig.